# Miloš Milutinović
Pour les articles homonymes, voir Milutinović.
Miloš Milutinović (en serbe en écriture cyrillique : Милош Милутиновић), né le 5 février 1933 à Bajina Bašta et mort le 28 janvier 2003 à  Belgrade, est un footballeur et entraîneur de football yougoslave. Il est le frère de Bora Milutinović.

## Biographie
Durant sa carrière, il joue successivement au FK Bor, FK Partizan Belgrade, OFK Belgrade, Bayern Munich, Racing club et Stade français. Lors de saison 1955-1956, il inscrit deux buts lors du premier de la Coupe des clubs champions européens 1955-1956 contre le Sporting Portugal (score final 3-3) puis un quadruplé au match retour à Belgrade (score final 5-2). En quart-de-finale, il inscrit un doublé face au Real Madrid lors du match retour remporté 3-0 par son équipe, cependant cela est insuffisant puisqu'ils ont été battus 4-0 au match aller.
En totalité, Milos Milutinovic dispute 192 matchs et marque 183 buts sous le maillot du Partizan Belgrade, remportant deux championnats de Yougoslavie et une coupe de Yougoslavie. Il évolue ensuite sous les couleurs du OFK Belgrade puis au Bayern Munich en Allemagne. En 1959, il subit une opération chirurgicale pour des problèmes au poumon, il reste une année en Allemagne avant de rejoindre la France et le Racing.
Il évolue également sous le maillot de la Yougoslavie. Tout d'abord, il est désigné meilleur joueur lors du titre européen chez les jeunes en 1951 remporté avec la Yougoslavie et meilleur buteur (quatre buts). Il fait ses débuts en équipe première le 21 mai 1953 contre le Pays de Galles inscrivant un triplé dans une victoire 5-2. Il est sélectionné à 33 reprises pour son pays et dispute les coupe du monde 1954 et coupe du monde 1958.
Après sa retraite de joueur, il devient entraîneur et dirige successivement FK Dubočica, FK Proleter, CF Atlas, Beşiktaş JK, Velež Mostar, Partizan Belgrade et sélectionneur avec la Yougoslavie.

## Palmarès
- Vainqueur de la Coupe de Yougoslavie en 1954 et 1957 avec le Partizan de Belgrade